# DiaboLiQuE
『DiaboLiQuE』（デアボリカ）は、アリスソフトから1998年5月28日に発売された18禁アドベンチャーゲーム。定価7500円（生産終了）。2000年9月14日に廉価版が発売された。定価2800円。
ハードな展開のシリアスアドベンチャーゲームで、本作は章立てをしており、各章毎に主要キャラクターや舞台が大きく変わる。
本作においては、トゥルーエンドを含めた複数のエンディングが存在しており、トゥルーエンドへのルートは第5話における薹霊（とうち）戦での選択によって分岐する仕組みとなっている。
また、本作においては、複数の視点を往復しながら物語が展開されるザッピングシステムが導入されている。

## ストーリー
不老不死の絶対支配階級種族デアボリカが統治する世界にて、アズライトはロードデアボリカと呼ばれる最強の5人のうちの一人でありながら、変人扱いされていた。
ある日、彼は田舎町で、デアボリカに噛まれて変異した凶（まがき）と呼ばれる者を狩る仕事を請け負う。しかしデアボリカに対する町の人々の恐怖心から、彼は町外れの民家の一室に寝泊りする事となる。そしてデアボリカを恐れ疎む町の人々は、アズライトの元に滞在中の生贄として、慰み者として町で飼われている少女レティシアをよこす。
それまでの町の人々の扱いから、当初彼女はアズライトにただ怯えるだけだったが、町の人々とは違うアズライトの優しさに惹かれていき、やがて相思相愛の関係になる。
だが、ある時彼女は命を落とす。
やがて、二人は輪廻転生を重ねる。

## 登場人物
アズライト
本作の主人公で、ロードデアボリカの一人である闇のデアボリカ。ゲーム外での通称は"あずやん"。自ら記憶を落とし、人間の為にデアボリカや凶を狩る仕事を請け負いだしたため、他のデアボリカから「同族殺し」と呼ばれ命を狙われている。しかし人間からもデアボリカであるために恐れ疎まれ、定住できず放浪の旅を続けている。火炎王から、本性は殺戮と怠惰なのは確かなのだから同族殺しをやめて戻って来い、と言われているが従おうとはしない。そんな放浪の旅の途中に出会った少女レティシアに恋をし目の前で死なれた事から、永遠を生きるアズライトが輪廻の輪の中で転生を繰り返すレティシアとの安息の地を求めてこの世界をさすらう事になる。
必殺技は「腐敗」と「永夢籟（トムライ）」で、アズライトのみ必殺技を2つ有している。
本来はキングデアボリカと呼ばれるロードデアボリカをも統べる存在であった、今代の薹霊（とうち）の最有力候補でもあるが、薹霊となることを拒み、長きに渡って怠惰に時を過ごしていた。
　ルートによっては記憶を戻し、元の冷酷なロードデアボリカに戻ることもある。
レティシア
本作のヒロインで、ゲーム外での通称は"れち子"。ある田舎町で男達の慰み者として酒場の主人に飼われていた少女。赤ん坊の時に捨てられていたのを酒場の主人に拾われ育てられたと本人は言っているが、実態は食事と寝床が与えられただけの奴隷扱いだった。そしてデアボリカを恐れる町の人々によってアズライトに引き渡される。
その後は輪廻転生を幾度も繰り返していくうちに、薹霊の介入からか前世の記憶を保持したまま転生出来る様になっていく。
　ルートによってはアズライトの凶となり、そのルートの続編を描いた短編において、発作的にアズライトを含むロードデアボリカ達を皆殺しにして薹霊化するも、ロードデアボリカで無いが故に世界を再生し命を宿らせる術を持たず、結果として世界を滅ぼす事となる。

### アズライト以外のロードデアボリカ
火炎王（かえんおう）
ロードデアボリカの一人で、炎のデアボリカ。熱さと冷静さを兼ね備えた大男。必殺技は「火球」。
月姫と桜姫を従え、事あるごとにアズライトにちょっかいを出して来る。
アズライトによって片目を潰され腕を引きちぎられた過去を持つ。現在右腕には5本の人間の細腕が生えており、人間形態時は白スーツに右手を赤いマントで隠している。
アズライトと同じく、今代の薹霊候補の一人である。
ファトラ
ロードデアボリカの一人で、雲のデアボリカ。ロードデアボリカ達のまとめ役であり、彭祖と同じくロードデアボリカの中でも古株でオールドデアボリカと呼ばれている。ロードデアボリカの紅一点でもあり、アズライトにとっては姉のような存在。必殺技は「結晶（石化）」。
彭祖（ほうそ）
ロードデアボリカの一人で、房中のデアボリカ。屋形船を居城とし、自らの凶である刻風と二人でマイペースに生きている。ファトラと同じく古株のオールドデアボリカであり、かつてはデアボリカの王であった事からアズライト不在の現在はロードデアボリカ達の纏め役的な立場にある。飄々とした性格で、始終性欲を発散させているためファトラからは「えろじじい」扱いされている。必殺技は「享楽（攻撃力3倍増強付与）」。
ゴルドー
ロードデアボリカの一人で、光のデアボリカ。5人の中では最も新米で、それ故純粋さをまだ持っている。
火炎王に憧れを抱いているが、火炎王はアズライトに執着心を持っているが故、そして属性が対極であるアズライトを敵視する。
必殺技は「煌刃（巨大な刃）」。

### 凶
月姫（げっき）
火炎王の凶で、火炎王を父と慕う。桜姫の双子の妹で、活発な性格をしている。記憶を捨てたアズライトと火炎王の争いに巻き込まれて瀕死となった所、火炎王により凶となる。
桜姫（おうき）
月姫の双子の姉である凶で、おとなしいが芯の強い性格。
記憶を捨てたアズライトと火炎王の争いに巻き込まれて瀕死となった所、アズライトにより凶となる。
しかし凶を好まないアズライトに捨てられたために彼に憎しみを抱き、時には執念深い一面も見せる。普段は月姫と共に火炎王に付き従っている。
桜姫を凶化させた際のアズライトは記憶と力の一部を捨てている為、その影響で桜姫はアズライトの命令に抵抗することが可能となっている。
アリア
アズライトの凶。元々は月姫以上に活発な明るい性格で、アズライトがデアボリカである事を承知の上で何かにつけてはアズライトの世話を焼いていた。月姫と桜姫が作成した人形に殺されるが、その死を悲しむアズライトによって凶化される。
アリアを凶化させた際のアズライトも桜姫の時と同様、記憶と力の一部を捨てている為、その影響でアリアの感情が無くなっていた。
しかし後にレティシアとの友情が育まれるにつれ元の明るい自分を取り戻していく。
故郷の村の近くにあり自身が凶となった館にすみ、故郷の村を他の凶やデアボリカ達から守り続ける事で、『伝説の凶』と呼ばれ、村の守護神的に村人達からは見られている。
人間時も凶化後もトンファーを武器として戦う。作品中一番の人気キャラ。
刻風（こふう）
彭祖の凶。資産家の娘であったが、両親の死後叔父に殺されかけ、瀕死の状態で放置されていたところを彭祖によって凶にされた。凶化した際に体は胸のサイズ等多少変化したが、性格は全く変化しておらず、優しい心の持ち主のままである。
八房（やつふさ）
ファトラの凶。凶になる前は刻風の飼い犬だったが、刻風と共に瀕死の状態で放置されていたところをファトラによって凶にされた。凶となってからも元々の主人である刻風に対しても忠誠を誓っている。
ジュモルチエル
ゴルドーの凶で、主とは相思相愛の間柄にある。金髪縦ロールの幼女の姿をした凶で、腕のみを覆う服を纏い、裸身を晒している。

## 用語
デアボリカ
不老不死で、この世界の絶対支配階級種族。5人のロードデアボリカを頂点に、24デアボリカ・デミデアボリカ・モノデアボリカなどの中下級デアボリカと、ピラミッド型のヒエラルキーを形成している。絶対的な力を持っており、人間にとっては畏怖の対象そのもの。
凶を創る能力は24デアボリカ以上が所有。ロードデアボリカに空席が出ると24デアボリカより一人がロードに昇格する。
デミデアボリカ以上は変性という、普段の耳が尖っている以外は人と変わらない姿から戦闘に適した魔物のような姿に成ることが出来るが生殖能力を持たず、モノデアボリカのみが生殖能力を持つ。
凶（まがき）
デアボリカに噛まれるか、爪を打ち込まれて変異した存在である。元は人間や動物など様々で、凶になると戦闘力が大幅に上がり、不死ではないがそれに近い存在となる。人間が凶になると獣耳となる。凶にした際のデアボリカの気分次第で性質も変わり、基本的に凶化したデアボリカに絶対服従だが、戯れに凶化された者は野良になることもある。上級と下級の二種類に別れ、血を吸って作られたのが上級であり、爪を打ち込むという簡易な方法で作られたモノが下級である。下級のものは上級のものと比べ「知性が無い」「異形」等のまさに獣のごとき特徴がある。

## 評価
IGNの歐陽宇亮は、「出会いと別れが印象的なゲーム」の一つとして本作を挙げた。
書籍『電脳美少女虎の巻 弐』では、本当にストーリーが素晴らしいゲームはゲーム性が薄くともユーザーを引き付けることを再確認させる作品だったと評価し、Hシーン目的で購入した人はがっかりするかもしれないと述べつつも、開発者の伝えたいことに気づいてほしいともしている。
同書は、ザッピングシステムによって客観的な視点で物語が描かれている点に着目し、重厚で複雑な物語を展開するために開発側が導入したのだろうと推測している。
また同書は、グラフィックについても評価している。